# Дальский, Владимир Михайлович
Владимир Михайлович Да́льский (укр. Володимир Михайлович Дальський; имя при рождении — Василий Павлович (или Иванович) Нестере́нко; 1912— 1998) — украинский советский актёр театра и кино. Народный артист СССР (1960). Лауреат Государственной премии Украинской ССР имени Т. Шевченко (1971).

## Биография
Василий Нестеренко родился 22 апреля (5 мая) 1912 года в Никополе (ныне в Днепропетровской области, Украина).
Рано потерял мать. Отец жестоко обращался с сыном, и мальчик сбежал из дому. Был беспризорным. Попал в рабочий клуб, где играл в драмкружке. Руководитель кружка Наталья Ильинична Дальская усыновила мальчика, после чего юноша стал Владимиром Дальским.
В 1929—1931 годах учился в Высшем музыкально-драматическом институте им. Н. Лысенко (ныне Киевский национальный университет театра, кино и телевидения имени И. К. Карпенко-Карого) у И. Чабаненко. Но болезнь матери заставила его в 1931 году вернуться в Никополь.
На сцене с 1931 года. Работая, одновременно играл в агитколлективе «Комсомольский перфоратор», затем — в Днепропетровском 5-м колхозном передвижном театре.
В 1933—1935 годах — актёр Харьковского ТЮЗа (ныне — Харьковский театр для детей и юношества), в 1935—1941 — Харьковского украинского драматического театра имени Т. Шевченко, в 1941—1944 — Театра Киевского особого военного округа. Во время войны театр был в составе Юго-Западного, Сталинградского и Забайкальского фронтов. В 1944 году вместе с театром переехал в Одессу, где театр работал как театр Одесского военного округа. В 1954 году вместе с театром переехал во Львов, где театр получил новое название — Драматический театр Прикарпатского военного округа (ныне Львовский драматический театр имени Леси Украинки).
С 1957 по 1976 год — актёр Киевского украинского драматического театра имени И. Франко.
Исполнял в основном комедийные роли, в которых острая внешняя характерность сочеталась с углублённым психологизмом. В последний раз выходил на сцену в 1990 году в пьесе «Дядя Ваня» А. П. Чехова
Снимался в кино с 1957 года.
Автор книг о театре, публикаций об актёрском искусстве.
Член Союза кинематографистов Украины и Союза театральных деятелей Украины.
Умер 15 мая (по другим источникам — 17 мая) 1998 года в Доме ветеранов сцены им. Н. Ужвий под Киевом. Похоронен в Киеве на Байковом кладбище.

## Награды и звания
- Заслуженный артист Молдавской ССР (1951)[2]
- Народный артист Украинской ССР (1954)
- Народный артист СССР (1960)
- Государственная премия Украинской ССР имени Т. Шевченко (1971) — за исполнение роли Кирилла Сергеевича в спектакле «Память сердца» А. Е. Корнейчука
- Почётный знак отличия Президента Украины (1994)[3][4]
- Орден Трудового Красного Знамени
- Орден Дружбы народов
- Орден Отечественной войны II степени (1985)
- Медаль «За боевые заслуги» (1942)
- Медаль «За оборону Сталинграда» (1945)
- Медаль «За победу над Германией в Великой Отечественной войне 1941—1945 гг.»
- Медаль «В память 1500-летия Киева».

## Творчество

### Роли в театре
- «Шельменко-денщик» Г. Ф. Квитки-Основьяненко — Шельменко
- «Наталка-Полтавка» И. П. Котляревского — Возный
- «Мартын Боруля» И. К. Карпенко-Карого — Боруля
- «Лес» А. Н. Островского — Счастливцев
- «Не было ни гроша, да вдруг алтын» А. Н. Островского — Крутицкий
- «Победители» Б. Ф. Чирскова — Минутка
- «Горячее сердце» А. Н. Островского — Курослепов
- «Макбет» У. Шекспира — Вратарь
- «Краковцы и горцы» В. Богуславского — Бартломей

#### Киевский украинский драматический театр имени И. Франко
- 1957 — «Почему улыбались звёзды» А. Е. Корнейчука — Морж
- 1960 — «Свадьба Свички» И. А. Кочерги — Шаула
- 1961 — «Оптимистическая трагедия» В. В. Вишневского — Сиплый
- 1965 — «Страница дневника» А. Е. Корнейчука — Гроза
- 1969 — «Память сердца» А. Е. Корнейчука — Кирилл Сергеевич

### Фильмография
1. 1957 — Штепсель женит Тарапуньку — Гаврила Гаврилович Бутыльченко
2. 1958 — Ч.П. — Чрезвычайное происшествие — Фан
3. 1959 — Весёлка — Кряж
4. 1959 — Иванна — Альфред Дитц
5. 1960 — Кровь людская — не водица — Бараболя
6. 1960 — Летающий корабль — Ох, слуга Змея
7. 1961 — Артист из Кохановки — Свирид Шестерня
8. 1961 — Дмитро Горицвит — Бараболя
9. 1961 — С днём рождения — начальник цеха
10. 1962 — В мёртвой петле — Фрико
11. 1962 — Закон Антарктиды — эпизод
12. 1962 — Мы, двое мужчин — продавец одежды
13. 1962 — Свечкина свадьба (фильм-спектакль) — Шавула
14. 1963 — Люди не всё знают — Барабуля
15. 1963 — Рыбки захотелось… (короткометражный) — Барский
16. 1965 — Гадюка — сосед Зотовой по коммуналке с собачкой
17. 1965 — Туман (короткометражный) — капитан
18. 1965 — Эскадра уходит на запад — Хомяков
19. 1965 — Гибель эскадры — пожилой матрос
20. 1966 — Каменщик (новелла в киноальманахе «К свету!»)
21. 1966 — Наедине с ночью
22. 1966 — Почему улыбались звёзды (фильм-спектакль) — Карп Карпович Морж
23. 1967 — Тихая Одесса — Нечипоренко
24. 1969 — Сердце Бонивура — Тачибана
25. 1970 — Севастополь — Мангалов
26. 1971 — Лада из страны берендеев — кабатчик Альфонсо
27. 1971 — Шельменко-денщик — Кирилл Петрович Шпак
28. 1972 — Вера, Надежда, Любовь — эпизод
29. 1980 — Поединок (фильм-спектакль)
30. 1983 — Долгое эхо

## Сочинения
- Театральними шляхами. — Київ: Мистецтво, 1981.

## Память
- В 2012 году в Киеве, к 100-летию со дня рождения актёра, на фасаде дома, где жил В. Дальский установлена бронзовая мемориальная доска.